# Little Bay Islands
Little Bay Islands is een gemeente (town) en archipel in de Canadese provincie Newfoundland en Labrador. De gemeente bestaat uit Little Bay Island en een aantal veel kleinere vlakbij gelegen eilanden in Notre Dame Bay, nabij de noordkust van het eiland Newfoundland.
Bij speciale verkiezingen begin 2019 werd er unaniem besloten om de inwoners van het dorp te hervestigen. In januari 2020 bleven er slechts twee inwoners over, namelijk een koppel dat er niet lang genoeg woonde om gebruik te kunnen maken van de hervestigingsregeling.

## Geografie
Little Bay Island (6,85 km²), het hoofdeiland, is goed voor ruim 95% van de oppervlakte van de gemeente. Het enige andere tot 2020 bewoonde eiland is Macks Island (0,19 km²), hetwelk pal in de haven van het dorp ligt. In het westen ligt het op slechts 75 meter van Little Bay Island en is het via een brugje ermee verbonden. In het noorden worden beide eilanden zelfs maar door 60 meter aan water van elkaar gescheiden. 
Tot de gemeente behoren voorts nog enkele kleine, onbewoonde eilandjes die allen hoogstens 200 meter van Little Bay Island liggen. Het betreft  Harbour Island (4,4 ha), Goat Island (3,5 ha), Boatswain Tickle Island (0,8 ha) en enkele naamloze rotsen en klippen.

## Geschiedenis
In 1825 vestigden vissers zich voor het eerst op de archipel. In 1955 werd het dorp een gemeente met de status van local government community (LGC). In 1980 werden LGC's op basis van The Municipalities Act als bestuursvorm afgeschaft. De gemeente werd daarop automatisch een community om een aantal jaren later uiteindelijk een town te worden.
De plaats was tot in de jaren 1980 een levendig vissersdorp. Het moratorium op de kabeljauwvisserij van 1992 betekende de doodsteek voor het plaatsje, dat sindsdien in een eindeloze spiraal van bevolkingsdalingen terechtkwam. In 2010 sloot het krabbenverwerkingsfabriekje, waardoor de laatste inwoners op werkleeftijd vertrokken en vrijwel alleen nog gepensioneerden overbleven.

### Hervestiging van het dorp
In 2011 werd er een stemming gehouden om het dorp in zijn geheel te "hervestigen". Dit kadert in de bredere context van hervestigingen in Newfoundland en Labrador. Vooral in de jaren 1950 en jaren 1960 vonden zulke verhuizingen met zo'n 300 Newfoundlandse dorpen plaats. Vele kleine, afgelegen dorpen zijn immers zeer duur om van diensten zoals een veerverbinding en elektriciteit te voorzien en de provincie zat daarenboven in diepe schulden. De vereiste meerderheid van 90% werd in 2011 te Little Bay Islands weliswaar niet bereikt.
In 2015 werd er een tweede verkiezing gehouden om het dorp in zijn geheel te relocaliseren, inclusief een ruime financiële vergoeding voor alle inwoners. 89,4% van de kiesgerechtigden stemden voor, wat betekent dat er één stem te kort kwam. Daarop daalde het aantal inwoners verder tot 71 in 2016.
Begin 2019, toen het dorp nog maar 54 inwoners telde, werd er voor de derde maal zo'n verkiezing gehouden. Ditmaal werd er unaniem beslist om Little Bay Islands te hervestigen en de inwoners hiervoor een vergoeding van 250 duizend dollar per alleenstaande en 270 duizend dollar per gezin te geven. Het merendeel van de bevolking was immers op hoge leeftijd en kreeg het steeds moeilijker vanwege het totaal gebrek aan basisfaciliteiten zoals een dokter.
Op oudejaarsavond 2019 voer de veerboot voor het laatst van de archipel naar het nabijgelegen Pilley's Island. De dag erna stopte onherroepelijk de water- en elektriciteitstoevoer, net als andere cruciale voorzieningen. Hoewel voor de uitbetaling van de burgers zo'n 10 miljoen dollar uitgetrokken was, zou de relokalisatie over een periode van twintig jaar meer dan 20 miljoen dollar besparen aan de provincieoverheid van Newfoundland en Labrador.

### Na de hervestiging
Michael en Georgina Parsons, een echtpaar dat niet stemgerechtigd was omdat ze nog niet lang genoeg in de gemeente woonden (en dus ook geen vergoeding kon krijgen), gaven te kennen dat ze wilden blijven. Nadat de hervestiging van de andere inwoners voltooid was, waren zij begin 2020 de enige twee permanente inwoners van Little Bay Islands.
Heel wat voormalige inwoners bleven echter hun woning behouden als tweede woning of als vakantiewoning waardoor het evolueerde tot een seizoensgebonden plaats met voornamelijk niet-permanente bewoners. Er is wegens het gebrek aan faciliteiten veel nood aan samenwerking en solidariteit, zoals mensen die een boot bezitten die anderen mee overvaren of mensen die anderen hulp verlenen bij onder meer het installeren of delen van generatoren of kleine regenwaterzuiveringsinstallaties.

## Demografie
De gemeente is, zoals vele afgelegen plaatsen in de provincie, reeds jarenlang demografisch aan het doodbloeden. Het feit dat Little Bay Islands op een afgelegen en enkel via schip bereikbare archipel ligt, zorgt ervoor dat deze terugval er nog veel groter dan elders is. Zo kende het dorp ook in de jaren voor de hervestiging meer leegstaande dan bewoonde huizen. Op Little Bay Island staat een schoolgebouw dat werd gebruikt voor twee leerlingen, maar sinds 2016 gesloten is. Van de twee kerkgebouwen was er vóór de hervestiging eveneens reeds een gesloten. Sinds de voornaamste inkomstenbron, een fabriek voor het verwerken van krabben, in 2011 is gesloten, waren er nog maar drie mensen met betaald werk op het eiland.
De bevolkingsomvang daalde van 261 inwoners in 1991 tot amper 54 inwoners begin 2019, een daling van 79,3% in 28 jaar tijd. In januari 2020 bleven er op de archipel slechts twee inwoners over, namelijk het echtpaar Parsons.
| Demografische ontwikkeling van Little Bay Islands tussen 1951 en 2021      |
| -------------------------------------------------------------------------- |
|                                                                            |
| Bron: Statistics Canada (1951–1986, 1991–1996, 2001–2006, 2011–2016, 2020) |

## Geboren
- Helena Squires (1879-1959), eerste vrouwelijk lid van het Newfoundlandse parlement